# Джеймс Спрингер Уайт
Джеймс Спрингър Уайт (на английски: James Springer White, р. 4 август 1821 г. – 6 август 1881 г.) е съосновател на Църквата на адвентистите от седмия ден и съпруг на Елън Уайт. През 1849 г. той стартира първото периодично издание на съботните адвентисти, озаглавено The Present Truth, през 1855 г. мести новопоявилия се център на движението в Батъл Крийк, Мичиган, а през 1863 г. играе централна роля в официалната организация на деноминацията. По-късно играе основна роля в развитието на адвентната образователна структура, започвайки през 1874 г. с формирането на колежа „Батъл Крийк“.